# Бехлер, Магнус
Магнус Бехлер (дат. Magnus Bächler, род. 19 февраля 2002) — датский профессиональный велогонщик, выступающий за команду Team Give Elementer.

## Карьера
Бехлер родом из Фоборга (Дания), и активно участвует в соревнованиях по велоспорту с юношеских пор. В 2022 году он подписал контракт с профессиональной командой Team Georg Berg, в 2023 году перешёл в команду Team Give Elementer.
Магнус Бехлер участвовал в различных соревнованиях, включая Чемпионат Дании по шоссейному велоспорту (индивидуальная гонка) в категории U23 и Туре Фюна. Среди прочих соревнований принимал участие в гонке Три дня на севере и в весенней гонке Kirschblütenrennen. Бэхлер стремится внести свой вклад в успех команды, а также достичь личных успехов в своей велосипедной карьере.

## Достижения

### Шоссе
2019
U17 Tornado Cup:
8-й на этапе в Миддельфарте
5-й на этапе в Коллинге
2020
8-й на Din Bilpartner løbet Juniors
8-й на JFM Linjeløb, Вайен
2021
7-й на 1-м этапе Holbæk CS Demin Cup // Ladies Cup // Uno-X Cup
7-й на CK Djurs
6-й на Meldgaardløbet, Rødekro Cykle Club
2-й на DEMIN CUP — UnoX Cup — Dame Cup, Нюборг
Велосипедная неделя Раннерса:
5-й на 2-м этапе (критериум)
2-й на 4-м этапе
6-й на GripGrab Grand Prix, Нёрребро
2-й на Fredericia CC
2-й на JFM Linjeløb
2022
Holstebro CC Master DM linieløb, U23